# Malachiasweissagung

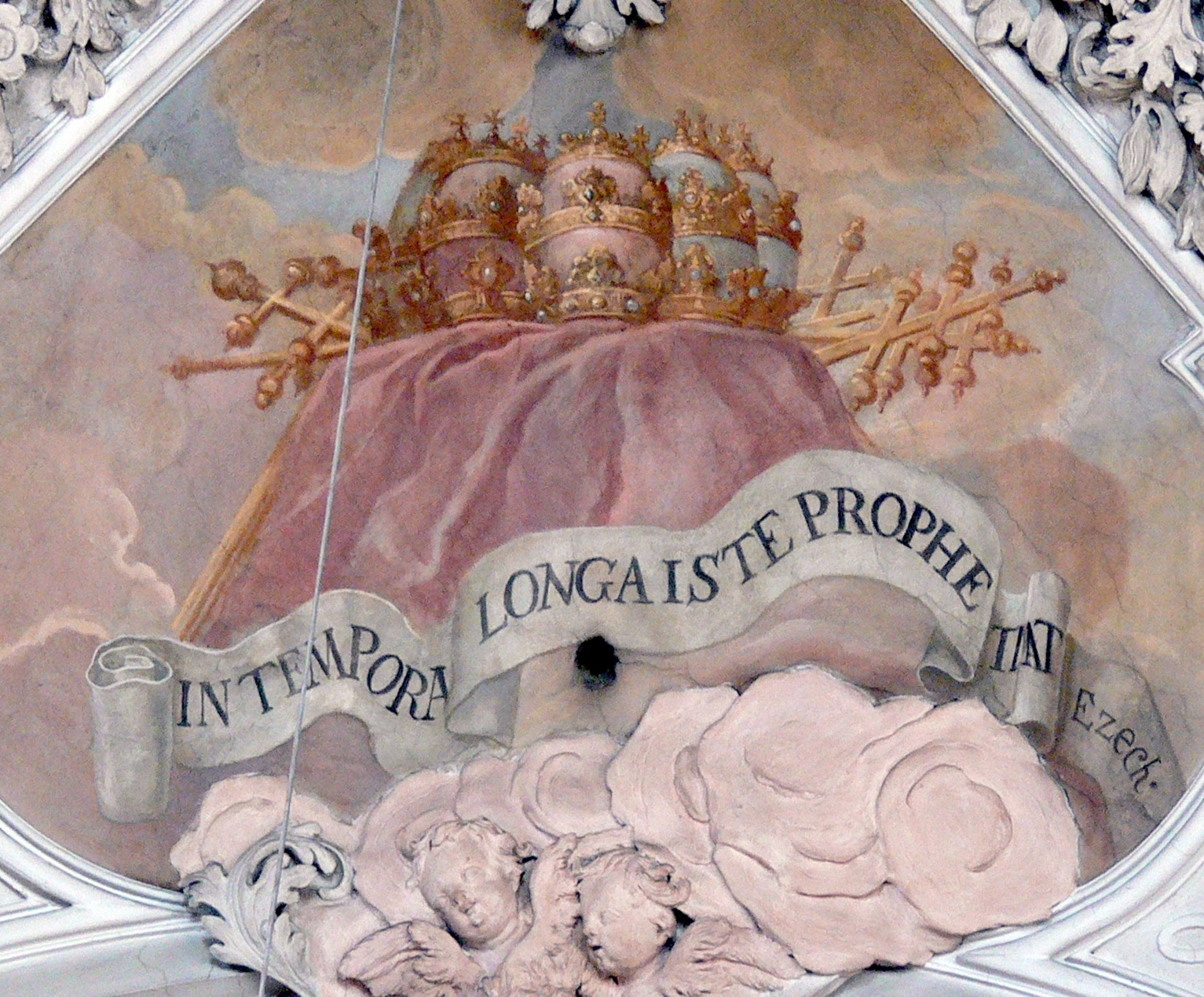
Emblematische Darstellung der Papstweissagung des Malachias, Klosterkirche Metten, Niederbayern; 1724.

Die sogenannte Papstweissagung des heiligen Malachias, kurz: die Malachiasweissagung, ist eine Papst-Prophezeiung bestehend aus 112 kurzen Sinnsprüchen über alle Päpste und (bis auf zwei) Gegenpäpste von Cölestin II. (1143–1144) bis zu Franziskus. Sie wurden erstmals im Jahre 1595 in einem Werk mit dem Titel Lignum Vitae von Arnold Wion gedruckt und dabei wohl fälschlicherweise dem heiliggesprochenen irischen Erzbischof Malachias zugeschrieben.
In dieser Weissagung wird jedem Papst und jedem (bis auf zwei) Gegenpapst nacheinander ein oft nur aus zwei bis drei Worten bestehender Sinnspruch zugeordnet. Nur 3 der 112 Sinnsprüche sind Aussagesätze, darunter auch der letzte:

„In persecutione extrema S. R. E. [= sanctae Romanae ecclesiae] sedebit.“

„In äußerster (letzter bzw. äußerst großer) Verfolgung der Heiligen Römischen Kirche wird er sitzen.“

Diesem Sinnspruch folgt in einem neuen Absatz mit „Petrus Romanus“ ein vermeintlicher Papstname oder ein Papstsynonym, dem sich ein Relativsatz anschließt, welcher stilistisch den Auslegungen der ersten 74 Sinnsprüche ähnelt und auch inhaltlich den letzten Sinnspruch auszulegen scheint. Die hinzugefügten Papstnamen und Auslegungen werden in Lignum Vitae ausdrücklich nicht dem Malachias, sondern dem 1599 verstorbenen Kirchenhistoriker und Katakombenforscher Alfons Ciaconius zugeschrieben.
Viele halten Philipp Neri für den wahren Autor und diejenigen Sinnsprüche, die der prophetischen Schau Philipp Neris vorausgehen, für hinzuerfundene, auf bekannte Tatsachen abgestimmte Fälschungen. Einige Konversations- und theologische Lexika sahen oder sehen sogar die gesamte Prophetie als Fälschung an. Dies mag im schwerverständlichen tiefen Symbolgehalt der Neri zugeschriebenen Sinnsprüche begründet liegen. Darüber hinaus fällt die fehlende Beachtung der Prophetie in den vermuteten 450 Jahren von deren Entstehung bis zu ihrer ersten schriftlichen Erwähnung 1595 auf, obwohl sich diese für den durchschnittlichen Gläubigen dieser Zeitspanne als „eingetroffen“ darstellen müsste.
In diesem Sinne sieht dies u. a. auch Hildebrand Troll: Er verweist auf einen Einschnitt zwischen dem 71. und 72. Sinnspruch, den René Thibaut (1883–1952) als Erster erkannt hat und der die ersten 71 Sinnsprüche (von Cölestin II. bis zu Pius V.) von den Sinnsprüchen Nr. 72 bis 111 (von Gregor XIII. bis Benedikt XVI.) trennt. Erstere beziehen sich demnach auf rein formale Dinge wie Wappen, Namen des Adelsgeschlechtes usw. und sind wohl nachträglich hinzuerfunden, während letztere, die wirklich prophetischen, in erster Linie den Papst oder dessen Pontifikat mittels einer Symbolsprache charakterisieren. Dies könnte ein Hinweis darauf sein, dass Philipp Neri (lediglich) die in Lignum Vitae notierte Vorausschau aller nachfolgenden Conclavia zur Zeit des heiligen Papstes Pius V. (1566–1572) zuteilgeworden ist.
Wohl auch gerade wegen der schwerzugänglichen Symbolsprache geriet die Malachiasweissagung im Laufe des 17. und 18. Jahrhunderts etwas in Vergessenheit. Besondere Aufmerksamkeit erlangte sie wieder, als Pius VI. um 1800 als „apostolischer Pilger“, so sein Sinnspruch, durch Europa reisen musste. Von da an bis heute wurden und werden den Philipp Neri zugeschriebenen Sinnsprüchen, insbesondere in Bezug auf die Charakterisierungen der Päpste des 19. und 20. Jahrhunderts, überraschend plausible und unverwechselbare Bezugspunkte nachgesagt.

## Veröffentlichung

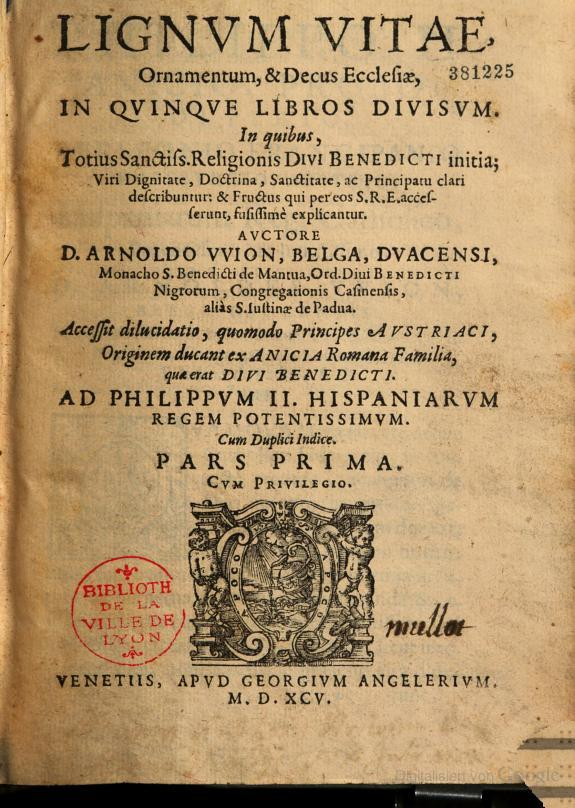
Deckblatt des Buches

Die Prophezeiungen erschienen erstmals 1595 in einem Buch des belgischen Benediktiners Arnold Wion (auch Arnoldo, Vvion und Wyon, 1554 bis vor 1610). „Lignum vitae …“ (deutsch: „Baum des Lebens …“) (2 Bände mit 5 „Büchern“) ist eine biobibliographische Beschreibung berühmter Mitglieder des Benediktinerordens. In Band 1, 2. „Buch“, Kapitel 40 wird der Orts-Buchstabe „D“ behandelt, wo auf Seite 307 im Abschnitt „Dunenses in Hibernia, sub Archiepiscopo Armacano“ (deutsch: „Down [Diözese, Name von der Ortschaft Downpatrick, lat. Dunum] in Irland, unter Erzbischof von Armagh“) der Heilige Malachias (1094/95–1148) behandelt wird. Daran anschließend findet sich jene bis Seite 311 reichende „Prophetia S.Malachiae Archiepiscopi, de Summis Pontificibus“ (deutsch: „Prophezeiungen über alle (zukünftigen) Päpste des Heiligen Erzbischofs Malachias“). Es ist auch als Prophetia de futuris Pontificibus Romanis oder Prophetia de summis pontificibus bekannt.
Durch die Unabhängigkeitskämpfe der Niederlande (Achtzigjähriger Krieg 1568–1648) floh Wion nach Italien, wo er unter anderem in der Abtei Montecassino (1577) und im Kloster San Benedetto in Polirone bei Mantua Aufnahme fand. So kam es, dass das Werk des Belgiers bei Giorgio Anglieri in Venedig erschien.

### Form
Die Einträge sind dreispaltig auf zwei verschiedene Arten angeordnet.
- Die Einträge 1 bis 74 (1143–1590, Cölestin II. – Urban VII.) enthalten
  - den Sinnspruch,
  - den Namen des Papstes
  - und einen Kommentar, der zeigen soll, inwiefern der Sinnspruch Rufnamen oder Wappen des entsprechenden Papstes bzw. markante Umständen seines Pontifikates charakterisiert. Der Kommentar ist gegebenenfalls umbrochen, wobei die zweite Zeile eingerückt in der zweiten Spalte beginnt. Ab der zweiten Seite ist die optische Trennung zwischen zweiter und dritter Spalte nicht so deutlich.
- Die Einträge 75 bis 77 (Jahre 1590–1592, Gregor XIV. – Klemens VIII.) bis zum Veröffentlichungsjahr enthalten nur den Sinnspruch und den Namen des Papstes. Die dritte Spalte ist leer.
- Die Einträge 78 bis 111 enthalten nur den kurzen Sinnspruch und sind platzsparend dreispaltig angeordnet.
- Am Ende der dreikolumnigen Anordnung folgen zwei Absätze.

Der erste davon enthält den durch einen fragwürdigen Punkt unterbrochenen Aussagesatz

„In persecutione. extrema S. R. E. sedebit.“

„In äußerster (letzter bzw. äußerst großer) Verfolgung der Heiligen Römischen Kirche wird er thronen.“

Und der letzte beginnt mit „Petrus Romanus“, gefolgt von einem Relativsatz, was dem in den ersten 74 Sinnsprüchen vorzufindenden Stil eines Papstnamens gefolgt von der Auslegung des links geschriebenen Sinnspruchs gleicht. Dem schließt sich noch der Ein-Wort-Satz Finis. (Ende.) an:

„Petrus Romanus, qui pascet oves in multis tribulationibus: quibus transactis civitas septicollis diruetur, & Iudex tremendus iudicabit populum suum. Finis.“

„Petrus der Römer, der weiden wird seine Schafe in vielen Bedrängnissen; wenn diese vorüber sind, wird der siebenhügelige Staat (Bürgerschaft, Stadt) [= Rom] zerstört werden, und der schreckliche (genauer: vor dem man zittern muss) Richter wird sein Volk richten. Ende.“

Oft werden diese beiden Absätze als ein einziger durchgehender Satz – von „In persecutione ...“ bis zu „... populum suum“, meist aber ohne den Finis-Schluss – zitiert, sodass die Frage, ob die Aussage „Petrus Romanus, qui pascet...“ dem Seher oder dessen Ausleger – genannt ist Ciaconius – zugeordnet ist, gar nicht erst aufgeworfen wird.
- Abschließend steht über die ganze Seitenbreite die Bemerkung:

„Quae ad Pontifices adiecta, non sunt ipsius Malachiae, sed R. P. F. Alphonsi Gioaconis, Ordinis Praedicatorum, huius Prophetiae interpretis.“

„Das zu den Päpsten Hinzugefügte ist nicht Eigentum des Malachias selbst, sondern des Alphons Ciaconius aus dem Predigerorden, dem Ausleger dieser Prophetie.“

Alfons Ciaconius († 1599) war ein bekannter Kirchenhistoriker und Katakombenforscher unter Gregor XIII. und Pönitentiar bei Santa Maria Maggiore.

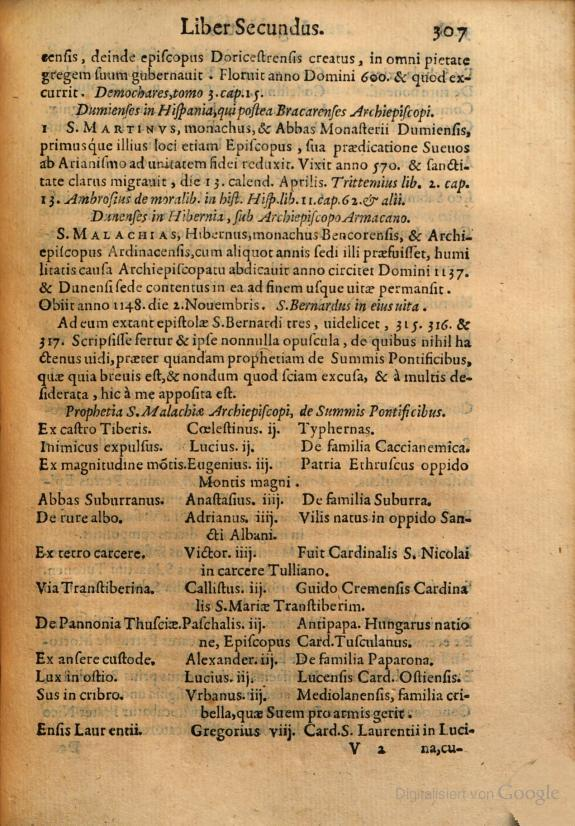
Seite 307
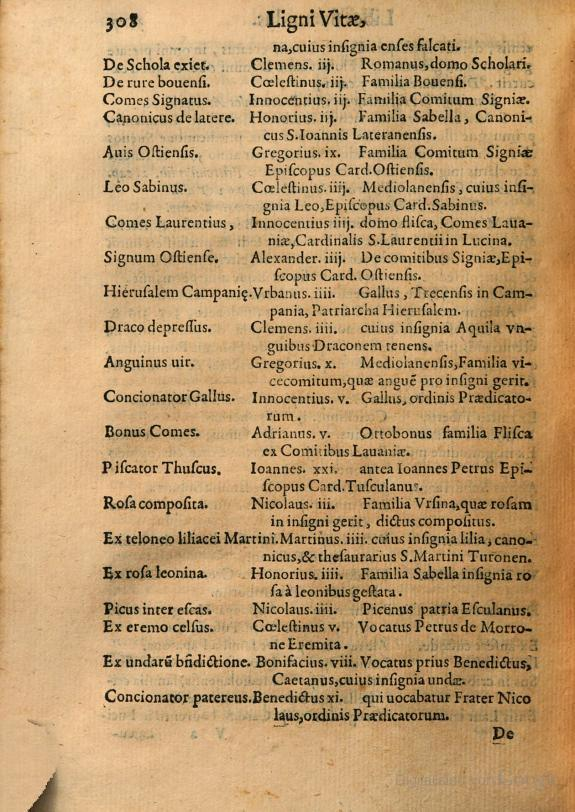
Seite 308
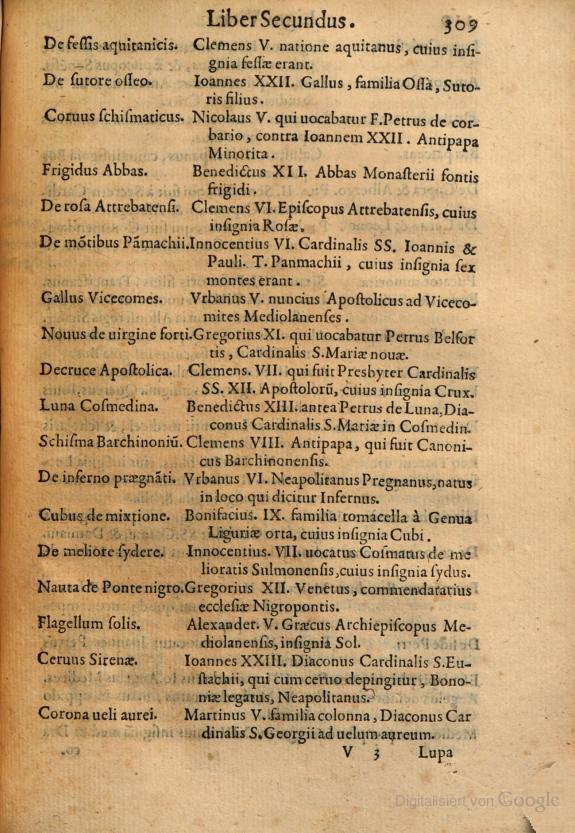
Seite 309
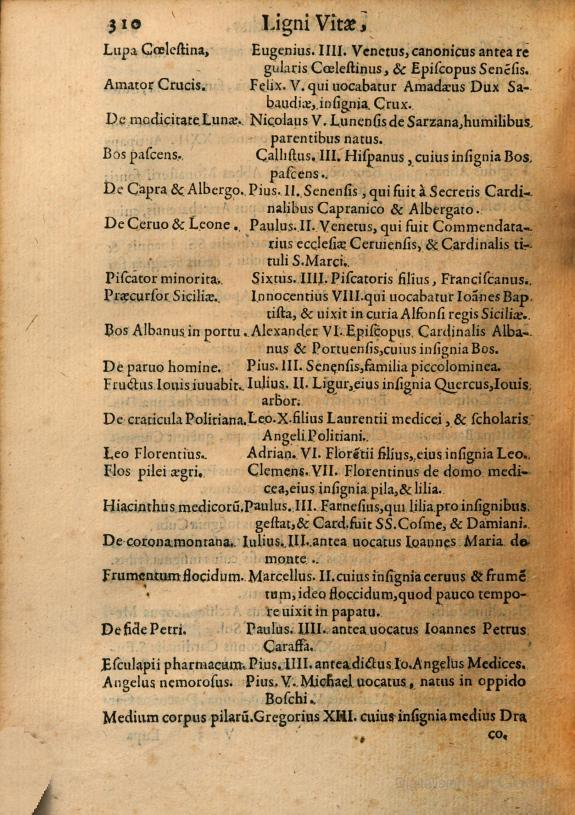
Seite 310
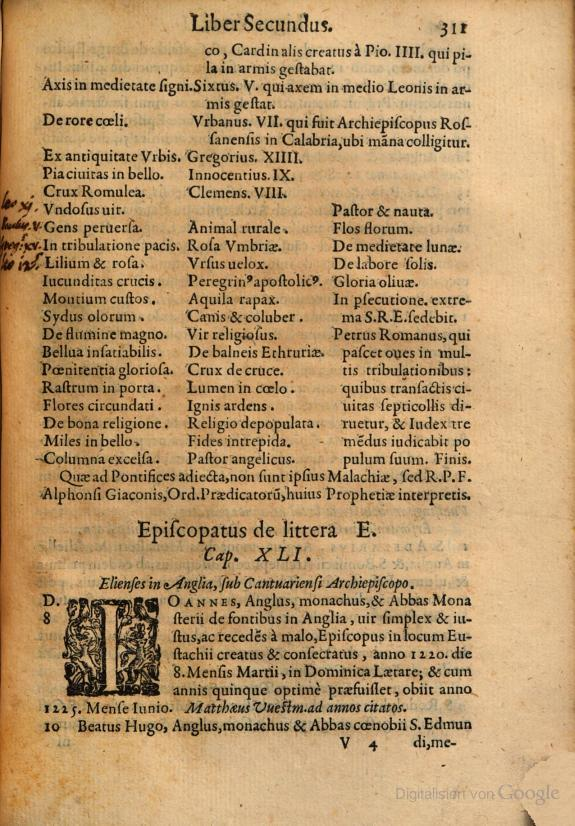
Seite 311

### Auffälliges
Bis Ende des 16. Jahrhunderts hat die Weissagung sehr viele Gemeinsamkeiten mit einer Auflistung des italienischen Historikers Onofrio Panvinio (1530–1568). In seinem 1557 in Venedig erschienenen Werk Epitome pontificum Romanorum a S. Petro usque ad Paulum III sind alle nötigen Informationen wie Wappen und biografische Angaben enthalten. Es gleichen sich auch fehlerhafte biographische Angaben.
Der belgische Jesuit René Thibaut (1883–1952) will nach seiner 1951 veröffentlichten Schrift einen Unterschied zwischen den Sinnsprüchen der ersten 71 (bis 1566) und den weiteren Weissagungen (ab 1572) festgestellt haben. Seiner Meinung nach finden sich im ersten Teil exakte Einzelheiten zum Vorleben der Päpste wie Tauf- und Familiennamen, Geburtsort, Wappen usw., während der zweite Teil viel Interpretation und Symbolik benötigt.

## Vermutete Urheber

### Malachias
Der durch die Veröffentlichung ins Spiel gebrachten Urheberschaft des Malachias (1094/95–1148) wird kein Glaube mehr geschenkt. Zwar reiste Erzbischof Malachias im Jahre 1139 nachweislich nach Rom, um Agenden für die Diözese zu regeln, und nach Pater François Cucherat (1812–1887) soll er dort merkwürdige Visionen gehabt haben, wo ihm die Päpste bis zum Ende der Kirche offenbart wurden. Das Manuskript soll er Papst Innozenz II. (Regentschaft 1130–1143) anvertraut haben, um ihn zu trösten. Danach soll es bis zu seiner Wiederentdeckung 1590 in den Vatikanischen Archiven gelegen haben.
Sein Freund und Hagiograph Bernhard von Clairvaux (um 1090–1153) erwähnt jedoch, dass in seinen Weissagungen nie von Päpsten die Rede gewesen sei.
Auch gibt es zwischen dem ersten erwähnten Papst zur Lebenszeit Malachias' und der Veröffentlichung durch Wion, also 452 Jahre lang, keinerlei Hinweis auf die Weissagungen. Vor allem aber wäre bei einer Verfasserschaft des Malachias unerklärlich, warum sich die Sinnsprüche ab Nummer 72 (für Papst Gregor XIII., 1572–1585), also kurz vor deren Veröffentlichung 1595, nicht mehr nur rein formal (Namen, Wappen, Titelkirchen) auslegen lassen, sondern vorwiegend Papst und Pontifikat mittels einer Symbolsprache charakterisieren, wie René Thibaut (1883–1952) festgestellt hat.

### Philipp Neri

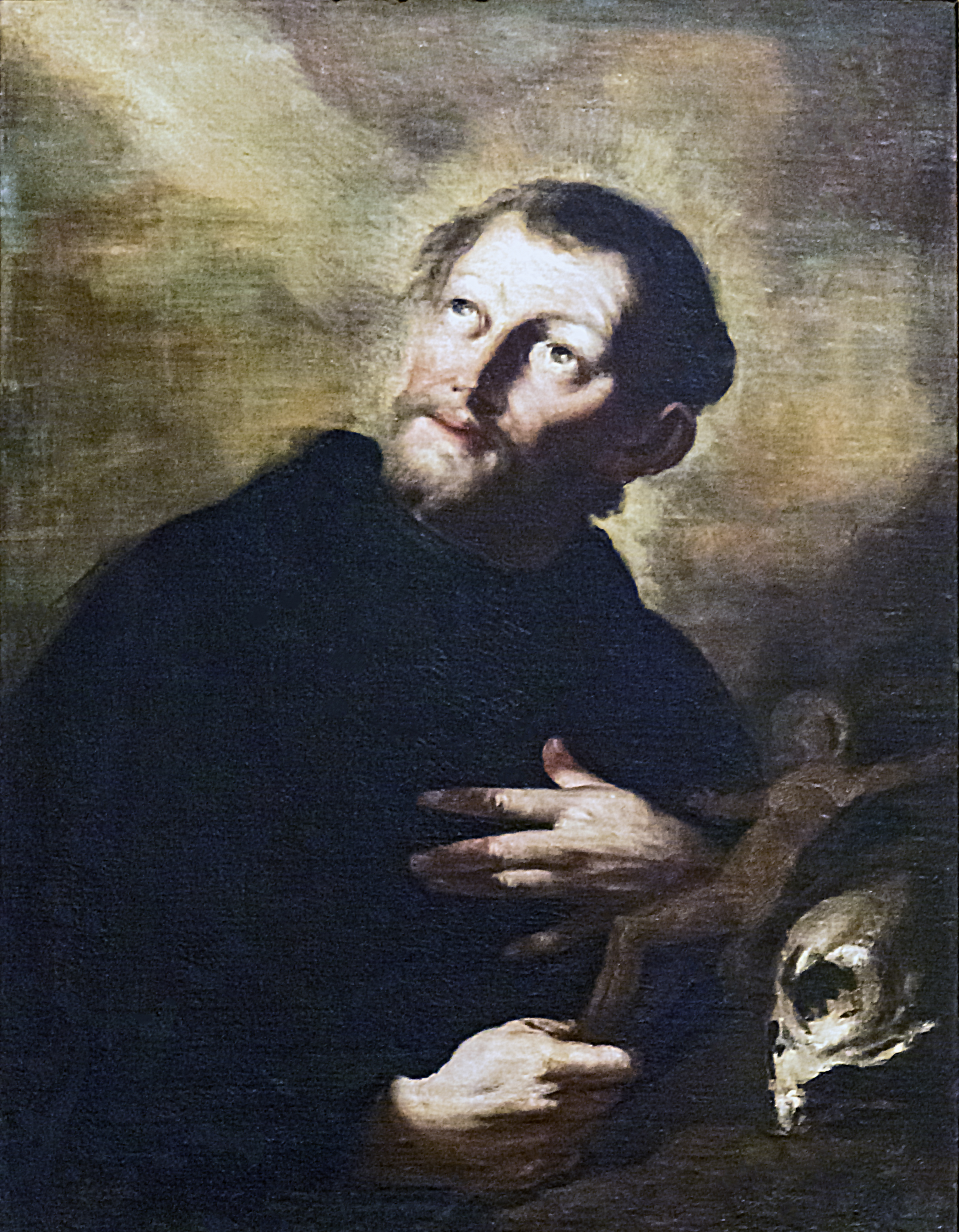
Philipp Neri, der mutmaßliche Urheber der Malachiasweissagung

Im Wesentlichen sprechen drei Gründe für die Urheberschaft Philipp Neris.
- Seine glaubwürdig bestätigte Fähigkeit, die Päpste, die zu seinen Lebzeiten aus dem Konklave hervorgingen, vorherzusehen
- Ganganelli, der nachmalige Papst Klemens XIV., schreibt in einem Brief eine Weissagung, von der jedermann spricht, dem Philipp Neri zu.
- Der Fakt, dass sein Todesjahr mit dem Publikationsjahr von Lignum Vitae übereinstimmt und er seine eigenen Dokumente vor seinem Tod alle verbrannte, also keinen Wert auf Ruhm durch eigene Publikationen legte

#### Philipp Neris Fähigkeit, Päpste vorauszusehen
Hildebrand Troll schreibt, dass Philipp Neri das Ergebnis fast aller Konklaven seiner Zeit voraussah und zitiert dessen ältesten Biographen Antonio Gallonio aus den Acta Sanctorum des Monats Mai in Band VI auf Seite 507:

„Illud de beato Patre hic mirabile adjiciam, … quod Romana Sede Pastore orbata, semper ferme, nunc dormiens, nunc vigilans, nomen illius, qui in Summum Pontificem eligendus erat, maxima voce pronuntiari audiebat: quam rem paucis admodum viris aperire consueverat.“

„Folgendes Erstaunliches möchte ich über den seligen Vater hinzufügen: fast immer, wenn der päpstliche Stuhl seines Hirten verwaist war, hörte er, mal im Schlafe, mal in wachem Zustand den Namen dessen, der zum Papst erwählt werde mit ganz lauter Stimme verkündet werden; er hatte die Gewohnheit, diese Tatsache nur ganz wenigen Menschen anzuvertrauen.“

Weiter zitiert Troll den Biographen Girolamo Branabei auf Seite 599 dieser Acta Sanctorum:

„Philippus futurorum pontificum electiones ferme omnes divinitus praevidebat.“

„Philipp sah fast alle Wahlen der zukünftigen Päpste durch göttliche Eingebung voraus.“

Dieser Biograph, so Troll, zeige auch, wie Philipp seinen Vertrauten den Namen des Kardinals offenbarte, der als Papst das Konklave verlassen werde. Gelegentlich sage er auch Tag und Stunde voraus, wann dies geschehen, und den Namen, den der Neugewählte sich zulegen werde. Und Troll erwähnt noch, dass diese Begebenheiten auch beim Heiligsprechungsprozess Philipp Neris zur Sprache kamen.

#### Ganganellis Brief
Hildebrand Troll erwähnt, dass noch Mitte des 18. Jahrhunderts in Rom Voraussagen auf zukünftige Päpste dem hl. Filippo Neri zugeschrieben wurden, und verweist auf einen Brief Lorenzo Ganganellis, des späteren Klemens XIV., an den Kardinal Marcello Crescenzi vom 13. März 1750 aus Rom, in dem es abschließend heißt:

„In tiefster Ehrfurcht küsse ich Ihnen die Hände in Erwartung des Augenblicks, in dem wir Ihnen die Füße küssen werden, wenn die dem hl. Filippo Neri zugeschriebene Prophezeiung, von der unterdes jedermann spricht, eintrifft.“

„Le bacio le mani col più profondo rispetto, in attenzione die quel momento in cui le baceremo i piedi, se avrà luogo la profezia attribuita a S. Filippo Neri, e che da ognuno intanto vien pubblicata.“

#### Dokumentenverbrennung und Übereinstimmung von Todes- und Publikationsjahr
Troll, der die Sinnsprüche ab Gregor XIII. für echte Prophetie hält, stößt auf der Suche nach einem Menschen, „der dem Charismatischen in außergewöhnlichem Maße zugänglich war“ und in der zweiten Hälfte des 16. Jahrhunderts, der Entstehungszeit der Weissagung gelebt hat, unschwer auf den Priester Philipp Neri (1515–1595), der den Ehrentitel Apostel von Rom trägt. Was Troll nicht explizit erwähnt, ist, dass sogar sein Todesjahr mit dem Publikationsjahr von Lignum Vitae exakt übereinstimmt. Zudem zeigt der Fakt, dass er alle seine eigenen Dokumente am Ende seines Lebens verbrannte, dass er keinen Wert auf eigene Publikationen legte. Er, der „fröhliche Narr“, war jemand, der alle Ehre Gott gab und von den Menschen lieber verachtet als verehrt zu werden suchte. Die Verbrennung seiner Dokumente verträgt sich auch besonders gut mit der Tatsache, dass sich von der Originalausgabe der sog. Malachiasprophetie keine Spur gefunden hat.

### Arnold Wion
Hermann Weingarten hat, so Troll, nachzuweisen versucht, dass Wion als Herausgeber der Prophetie auch zugleich ihr Verfasser und Interpret sei. Dem wurde stark widersprochen. Es gibt nämlich keine Erklärung dafür, warum er die Einträge Nr. 75 bis 77, die sich auf drei Päpste vor dem Veröffentlichungsdatum beziehen, unkommentiert lassen sollte. Troll stellt außerdem die Frage, ob Wion, wäre er der Verfasser, gerade diese Sinnsprüche nicht mit weniger Symbolik, stattdessen mit deutlicheren Anspielungen auf individuelle Züge hätte bedacht, und verweist zudem auf die bestehende Einigkeit darüber, dass Lignum Vitae dem Zweck der Verherrlichung des Benediktinerordens dient. „Wäre es da nicht naheliegend, dass Wion, falls er der Verfasser der Prophetie ist, die Päpste aus dem Benediktinerorden als solche besonders hervorgehoben hätte? Innozenz V. und Benedikt XI. sind als Dominikaner, Sixtus IV. als Franziskaner gekennzeichnet (Concionator Gallus; Concionator patereus; Piscator minorita), aber nicht ein einziges Mal ist die Ordenszugehörigkeit eines Benediktinerpapstes berücksichtigt.“

### Weitere Vermutungen zur Urheberschaft
Weitere Vermutungen beziehen sich mehr auf den Zweck der angeblichen Fälschung der Malachiasweissagung, wobei die Fälscher meist nicht namentlich identifiziert werden; und die paar genannten Namen wie Nicholas Sanders (1530–1581), Alfonso Ceccarelli (1532–1583) und Alfons Ciaconius (1530 –1599) gelten als unhaltbar.
Nicholas Sanders wird von René Thibaut ins Spiel gebracht. Sanders war ein englischer katholischer Theologe, der während der Katholikenverfolgung seinen Lehrstuhl in Oxford verlassen musste und in Rom die Priesterweihe empfing. U.a. war er ein konsequenter Verteidiger päpstlicher Rechte, aber das, so Troll, genüge nicht, um ihn mit dem Spanier Ciaconius, der als Ausleger der Malachiasprophetie genannt wird, in Verbindung zu bringen.
Luigi Fumi und Orazio Premoli gemäß sei der Verfasser der Malachiasprophetie in dem „abgefeimten Hochstapler und professionellen Urkundenfälscher“ Alfonso Ceccarelli (1532–1583) zu suchen, der seine Betrügereien 1583 zu Rom mit seinem Leben sühnen musste. Troll erwähnt diese Ansicht nur „der Kuriosität halber“. Ceccarellis Todesjahr verrät zumindest, dass er mit der Theorie, die Prophetie sei zur Zeit der Sedisvakanz nach dem Tode Papst Urbans VII. (1590) entstanden, kaum was zu tun haben dürfte.
Damals, so diese Theorie, sei die Malachiasweissagung in der vorliegenden Form verfasst und in Umlauf gebracht worden, um Kardinal Girolamo Simoncelli von Orvieto (= „urbs vetus“ = „alte Stadt“), mit dem Spruch „Ex antiquitate Urbis“ („Aus dem Alter der Stadt“) ins Amt zu verhelfen. (Der nächste Papst wurde aber Niccolo Sfondrato – Gregor XIV. (1590–1591) und die Weissagung nun als „Liebhaber von Altertümern“ gedeutet.) Nach Troll hat diese Hypothese 1689 als erster der französische Jesuit Ménestrier vertreten; nach der englischen Wikipedia stammt sie aber unter anderem vom französischen Enzyklopädisten Louis Moréri (1643–1680). Döllinger und Pastor und, in Bezug auf die Entstehungszeit, auch Harnack schlossen sich dieser These an.
Maitre und Schmidlin jedoch haben sie als unhaltbar abgelehnt, so Troll weiter. Simoncelli war nämlich bereits ein alter Mann (der älteste unter den Wählern) und hatte weder Aussicht noch persönliche Ambitionen auf das Papstamt gehabt. Außerdem sei es kaum nachvollziehbar, warum um dieser einen Kandidatur willen ein Schriftstück verfasst worden sein sollte, das unter detaillierten Kenntnissen der Papstgeschichte soweit in die Vergangenheit reichte und vor allem auch so viele zukünftige Päpste prophezeite. Mittelalterliche Papstprophetien brechen dagegen bald nach dem Sinnspruch für jenen Papst ab, zu dessen Gunsten sie geschrieben wurden. Besonders beachtenswert ist aber die Feststellung Trolls, dass
in „Ex antiquitate Urbis“ die Urbs groß geschrieben ist und damit nicht die Bedeutung „Stadt“ im Sinne irgendeiner Stadt hat, sondern im Sinne der Stadt Rom. Die Stadt Orvieto (= „urbs vetus“ = „alte Stadt“) konnte also mit „Ex antiquitate Urbis“ gar nicht gemeint sein.
Ebenfalls „der Kuriosität halber“ erwähnt Troll noch eine Theorie von Thurston, die von der Forschung niemals ernsthaft akzeptiert worden sei. Ihr gemäß hätte der Autor bis Sixtus V. aus der Geschichte geschöpft und sich ab der Zukunft, also ab Urban VII., nach mutmaßlichen Papstkandidaten umgeschaut. So seien der Reihe nach die Sinnsprüche „De rore coeli“ (für Castgna, den Bischof von Rossano), „Ex antiquitate Urbis“ (für Simoncelli aus Orvieto), „Pia civitas in bello“ (für Bellarmin aus Montepulciano), „Crux Romulea“ (für Santa Croce aus Rom) und „Undosus vir“ (für Baronius, in dessen Wappen Wellenlinien erscheinen) entstanden. Die restlichen 33 (der letzte, ein Aussagesatz, ist hier nicht mitgezählt) Sinnsprüche seien völlig systemlos erfunden. Thurston verdächtigt Alfons Ciaconius dieses launenhaften Spiels.

## Abweichende Zuordnung der Päpste
Der Historiker Hermann Hiery schlug 2021 eine Zuordnung der Päpste zu den Sinnsprüchen vor, die von der üblichen, in der Publikation von 1595 vorgenommenen abweicht. Diese herkömmliche Zuordnung nimmt zehn Gegenpäpste auf, übergeht aber andere Gegenpäpste, beispielsweise Innozenz III. (1179–1180). Hiery bestreitet nicht, dass sich manche Sinnsprüche offensichtlich auf Gegenpäpste beziehen (z. B. 36. Coruus schismaticus), vertritt aber die Auffassung, dass drei Gegenpäpste weniger in der Prophezeiung berücksichtigt seien, denn vorgenommene Zuordnungen wie Amator Crucis für den Gegenpapst Felix V. seien offensichtlich unpassend. Für seine neue Zuordnung, der zufolge die letzten drei Sinnsprüche noch ausstehen, behauptet er, dass sie sich in passender Weise auf das Leben der Päpste oder zentrale zeitgeschichtliche Ereignisse beziehen lassen. Ludwig Neidhart hat weitere Plausibilisierungen für diese Zuordnungen herausgearbeitet.